# Kenge
Kenge ist die Hauptstadt der Provinz Kwango im Westen der Demokratischen Republik Kongo. 
Laut einer Kalkulation im Jahr 2010 beträgt die Einwohnerzahl Kenges 42.884.

## Verkehr
Die Stadt ist durch den Kenge Airport an das nationale Flugnetz angeschlossen.

## Religion
Kenge ist Sitz des Bistums Kenge.